# 大野村 (岡山県御津郡)
大野村（おおのむら）は、岡山県御津郡にあった村。

## 歴史
かつての野田保、市久保、大安寺庄にあたる。
明治維新の際には野田保に島田村、野田村、高柳村が、市久保に北長瀬村、辻邑、大安寺庄に大安寺村、正野田村、矢坂村といった諸村があったが、1875年（明治8年）3月に北長瀬村と辻邑を合併して北長瀬村、大安寺村と正野田村を合併して大安寺村とした。また野田邑は野田村と改称した。
- 1889年（明治22年）6月1日 - 町村制の施行により、御野郡野田村、高柳村、北長瀬村、大安寺村、矢坂村が合併して村制施行し、大野村が発足。なお、島田村は巌井村と合併して石井村となった。
- 1900年（明治33年）4月1日 - 津高郡と御野郡が合併し御津郡となる。
- 1952年（昭和27年）4月1日 - 岡山市に編入され消滅。

## 出身・ゆかりのある人物
- 土光敏夫 - 実業家、経団連会長